# Западен Бъркшър (община)
Община Западен Бъркшър (на английски: West Berkshire District) е една от шестте административни единици в област (графство) Бъркшър, регион Югоизточна Англия. Населението на общината към 2010 година е 154 000 жители разпределени в множество селища на територия от 704 квадратни километра. Административен център на общината е град Нюбъри.

## География
Общината заема цялата западна половина от територията на графството. В северна посока граничи с област Оксфордшър. На запад се намира Уилтшър, а на юг е графство Хампшър. Малка част от североизточната граница е дефинирана от река Темза. Най-високата точка в регион Югоизточна Англия се намира в Западен Бъркшър. Това е Уолбъри Хил с височина 297 метра над морското равнище.
По-големи населени места на територията на общината:
| селище     | на английски | население (2001) |
| ---------- | ------------ | ---------------- |
| Нюбъри     | Newbury      | 32 675           |
| Тачам      | Thatcham     | 22 989           |
| Хънгърфорд | Hungerford   | 4938             |
| Ламбърн    | Lambourn     | 2955             |
| Пангбърн   | Pangbourne   | 2981             |